# Truyền thông sợi quang

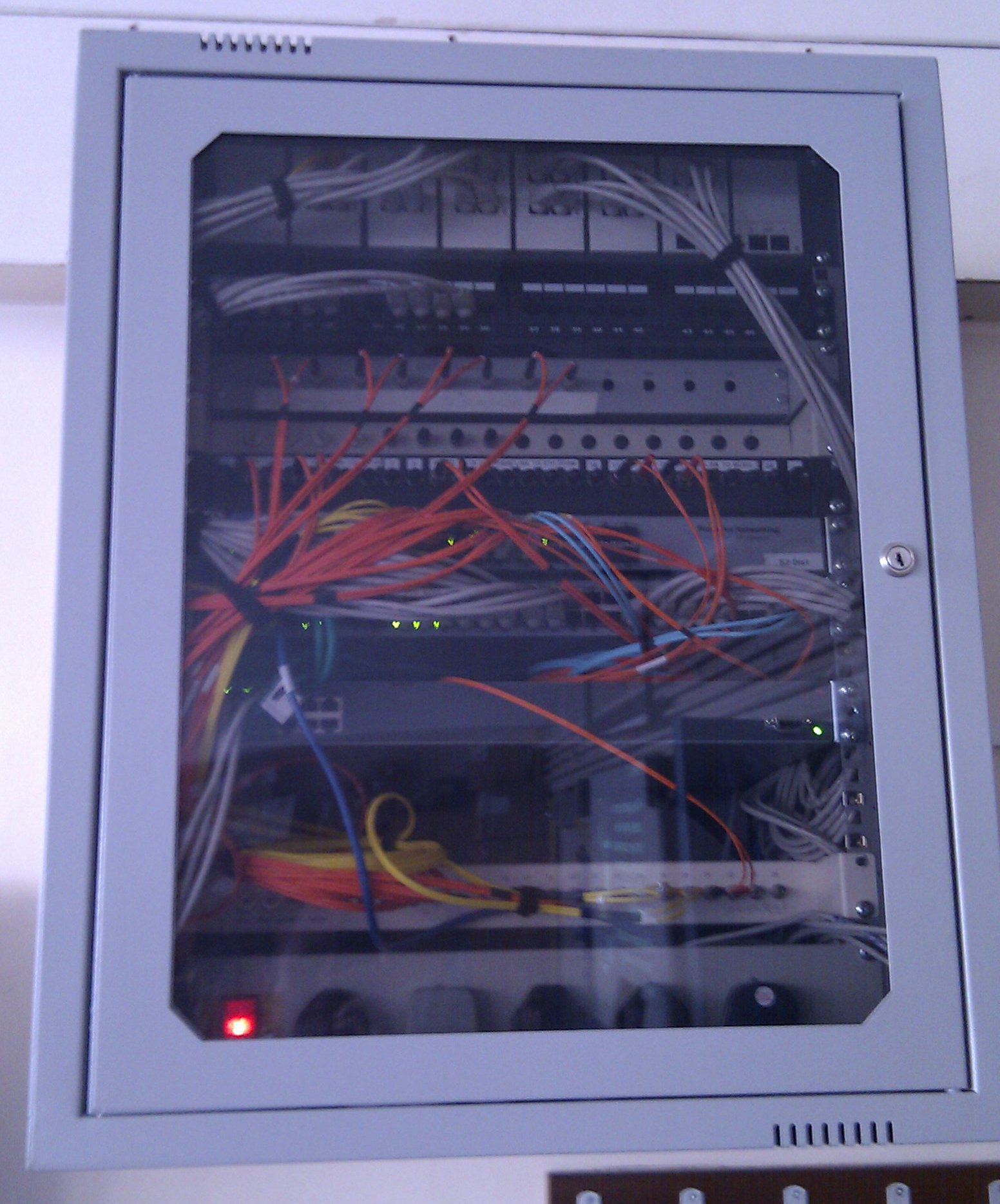
Hộp nối cáp quang. Cáp màu vàng là loại sợi đơn; Các sợi cam và xanh dương là các sợi đa mode: lần lượt là sợi OM3 62,5/125 μm OM1 và 50/125 μm OM3.

Truyền thông sợi quang là phương pháp truyền tải thông tin từ nơi này đến nơi khác bằng cách gửi các xung ánh sáng qua sợi quang. Ánh sáng đảm nhận là sóng tải điện từ được điều chế để mang thông tin. Sợi quang có những đặc tính ưu việt hơn so với cáp điện khi cần đến băng thông cao, khoảng cách lớn, hoặc khả năng miễn nhiễm đối với nhiễu điện từ.
Sợi quang được nhiều công ty viễn thông sử dụng để truyền tín hiệu điện thoại, internet và tín hiệu truyền hình cáp. Các nhà nghiên cứu tại Bell Labs đã đạt tốc độ internet trên 100 petabit×km/giây bằng cách sử dụng truyền thông cáp quang .

## Bối cảnh
Được phát triển lần đầu tiên vào những năm 1970, sợi quang đã cách mạng hoá ngành công nghiệp viễn thông và đã đóng một vai trò quan trọng trong sự ra đời của Thời đại Thông tin. Nhờ có lợi thế so với việc truyền tải điện, sợi quang đã thay thế phần lớn truyền thông dây đồng trong mạng lõi trong thế giới phát triển.
Quá trình truyền thông bằng cách sử dụng sợi quang bao gồm các bước cơ bản sau đây:
1. tạo ra tín hiệu quang từ đến việc sử dụng một máy phát,[3] thường là từ một tín hiệu điện
2. truyền tín hiệu dọc theo sợi, đảm bảo rằng tín hiệu không trở nên quá méo mó hoặc quá yếu
3. nhận tín hiệu quang
4. chuyển đổi nó thành một tín hiệu điện